# HD 417
HD 417，又名BD+24 3，SAO 73769、HR 19，是一颗恒星，视星等为6.23，位于銀經110.97，銀緯-36.42，其B1900.0坐标为赤經0h 3m 42.2s，赤緯+24° -36.42′ 19″。